# Assa Traoré
Assa Traoré   (9è districte de París, gener 1985) és una activista antiracista francesa. Germana gran d'Adama Traoré, que va morir després de ser detingut per la gendarmeria, és fundadora del Comitè veritat i justícia per Adama i milita contra la brutalitat policial. Al desembre de 2020 va ser designada Guardian of the year per la revista estatunidenca Time.

## Trajectòria
Assa Traoré va néixer el gener de 1985 al 9è districte de París. Va néixer en una família polígama, en la qual considerava les altres esposes del seu pare com les seves pròpies mares, i té disset germans i germanes. El seu pare Mara-Siré, nascut a Mali, es va casar primer amb la picarda Elisabeth, després amb la normanda Françoise, amb les quals va tenir set fills; després es va casar a Mali amb Hatoumma, coneguda com a «Mamma», mare d'Assa, després amb Oumou, coneguda com a «Tata», mare d'Adama Traoré, i les dues esposes viuen juntes a Beaumont-sud-Oise. Els Traoré van créixer al barri de Boyenval. El pare era encarregat d'obra fins que va morir el 1999, als 46 anys, quan Assa Traoré tenia 14 anys.
Mare de tres fills, Assa Traoré és també de del 2016 educadora social. Treballava a Sarcelles quan el seu germà va morir al juliol de 2016.

### Activisme després de la mort del seu germà
Al juliol de 2016, mentre acompanyava amb una col·lega un grup de set adolescents desafavorits en un viatge a Rabac (Croàcia), es va assabentar per telèfon de la desaparició i, posteriorment, de la mort del seu germà Adama després de ser detingut per la gendarmeria. Va tornar amb urgència a França i va coordinar la lluita de la seva família per a conèixer la veritat sobre el fets de la seva mort. Va fundar i des de llavors dirigeix el Comitè veritat i justícia per Adama. El desembre del 2016 va ser elegida personalitat ciutadana per la redacció de Mediapart per a pronunciar els desitjos d'any nou. Assa Traoré va explicar el seu activisme contra la brutalitat policial a Lettre à Adama, obra coescrita amb la periodista Elsa Vigoureux el 2017.
Assa Traoré és la portaveu de la família i la figura més coneguda del Comitè Adama Traoré que inclou activistes diversos. Des de la mort d'Adama, ha rebut el suport d'Amal Bentounsi, fundadora del col·lectiu Urgence, notre police assassine, i el germà del qual va morir també quan va ser detingut per la policia.
Al juny de 2018 va tenir una trobada amb Angela Davis, activista referent del moviment afroamericà pels drets civils. Va publicar el 2019 Le Combat Adama, coescrit amb el filòsof i sociòleg Geoffroy de Lagasnerie. L'abril del 2019, va ser redactora convidada de la revista francesa cultural Les Inrockuptibles.
El juliol del 2019, pocs dies abans de la marxa organitzada per al tercer aniversari de la mort del seu germà, va publicar a xarxes socials un text titulat J'accuse !, en el qual recull els noms dels gendarmes involucrats en la seva mort (Romain Fontaine, Matthias Uhrin et Arnaud Gonzales, i de les persones que, segons ella, buscarien frenar la investigació. Posteriorment, va ser convocada per la policia l'1 d'octubre de 2019, després d'una denúncia dels gendarmes per difamació.
Pocs dies després de la mort de George Floyd als Estats Units d'Amèrica i la publicació d'un nou peritatge mèdic descartant la responsabilitat dels gendarmes, Assa Traoré i el Comitè veritat i justícia per Adama van organitzar una manifestació, el 2 de juny de 2020, davant del tribunal de Paris. S'hi van reunir 20.000 persones segons la policia, 80.000 persones segons l'organització. El 13 de juny de 2020, una nova manifestació contra el racisme i la violència policial va ser organitzada després de la crida a manifestacions a tot el país del Comitè veritat i justícia per Adama. La manifestació, transformada en concentració estàtica després de la prohibició pronunciada per la prefectura de policia de desplaçar-se fins a la plaça de l'Òpera des de la plaça de la República, va reunir a 15.000 persones a París. A Lió, una manifestació va reunir el 2.000 persones, a Nantes 1.000 persones, mentre altres manifestacions van tenir lloc a Lilla, Bordeus i Saint-Nazaire.
El 26 de febrer de 2021 va ser condemnada pel Tribunal d'Apel·lacions de París per una demanda civil que van interposar els gendarmes que van arrestar el seu germà, a causa d'uns missatges que va escriure el 2019 a Facebook. Si bé la demanda va ser rebutjada en primera instància, després de l'apel·lació dels demandants el tribunal va concloure que Traoré havia infringit la presumpció d'innocència dels gendarmes, a qui va acusar de ser els responsables de la mort d'Adama. La sentència li va ordenar esborrar dos dels missatges i pagar els costos del judici, que corresponien a 4.000 euros. A la vegada, el tribunal va rebutjar la indemnització per perjudicis que també havien sol·licitat els demandants.

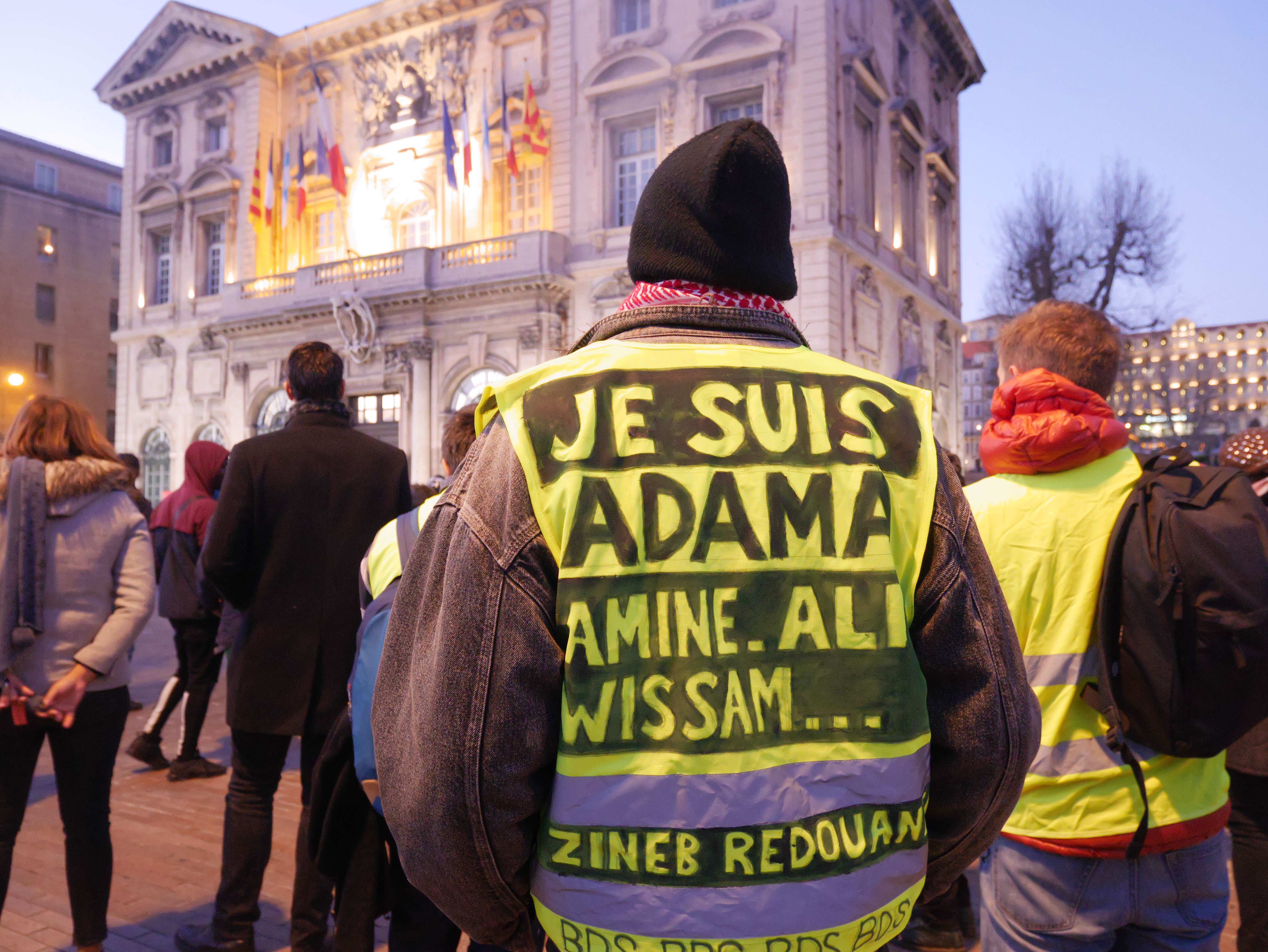
Suport d'una armilla groga a Marsella el 2019

L'activista afroamericana Angela Davis va agrair la perseverança d'Assa Traoré, ja que «la lluita en què està involucrada denuncia de manera clara la violència policial i la discriminació sistèmica com a elements inherents a la societat francesa, com la brutalitat policial i la seva genealogia amb l'esclavitud als Estats Units», i va afegir que «és temps que les dones encapçalin els moviments de lluita, perquè sempre van ser-ne la seva columna vertebral». Assa Troré rebutja qualsevol proximitat amb Houria Bouteldja, que reconeix no conèixer en persona: «Seré molt clara: no tenim la mateixa visió que Indigènes de la République i no volem que ens hi associïn. El Comitè Adama és obert a tothom». Rebutjant la idea d'allunyar, per exemple, els blancs de la seva lluita, va declarar davant el tribunal judicial de París el 2 de juny de 2020: «No importa d'on ets, no importa el color de la teva pell, no importa la teva religió, no importa la teva orientació sexual, ningú no pot restar com un espectador davant de la injustícia».